# فرقة الأسلحة والتكتيكات الخاصة
فرقة التدخل السريع أو فرقة الأسلحة والتكتيكات الخاصة (بالإنجليزية: Special Weapons And Tactics وتعرف اختصاراً: SWAT).

## نبذة

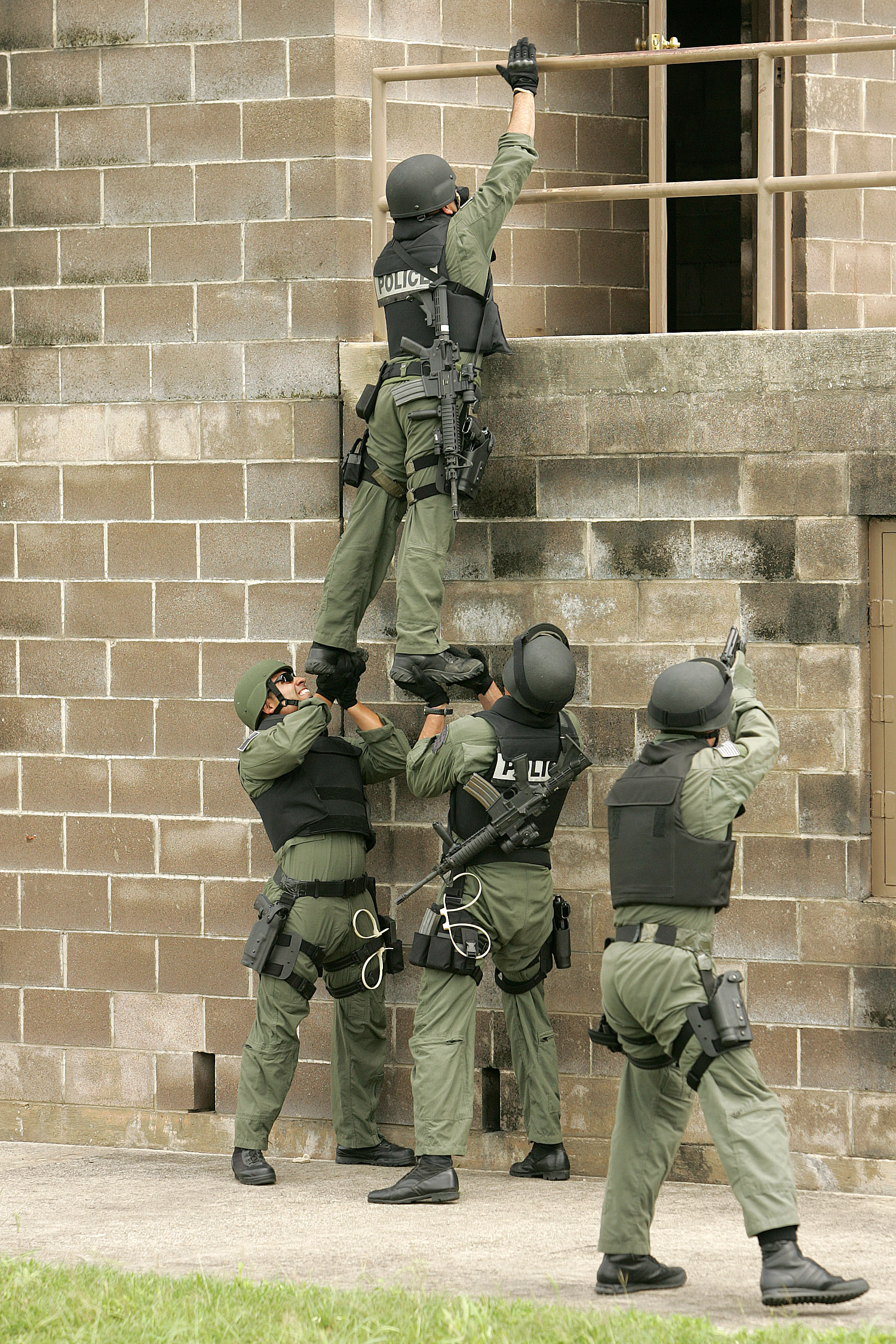
أثناء تدريبات إحدى الفرق

النظام السياسي في الولايات المتحدة هو نظام فيدرالي، أي أن لكل ولاية الحق في سن أنظمة مستقلة في كثير من الأشياء. لكل مدينة أمريكية قسم شرطة خاص بها ولا يحق له القيام بأي مهام خارج حدود المدينة. المدينة تتبع للولاية، الولاية لها قوة شرطة خاصة بها تختلف مسمياتها، البعض يسمي هذه القوة بالشريف وغيرها من المسميات. القوة التابعة للولاية تستطيع القيام بمهمات داخل المدن حتى بوجود الشرطة المحلية، وكذلك خارج المدن في القرى والطرق السريعة. التي تعتبر القوة الضاربة للولاية وأغلب الولايات تحتوي على فرق التدخل السريع. كثير من مراكز شرطة المدن الأمريكية الكبيرة تمتلك فرق التدخل السريع للقيام بالعمليات الخاصة، لكنها ليست بقوة وتدريب القوات التابعة للولاية لا من حيث التدريب ولا من حيث التجهيزات.
أما من ناحية مكتب التحقيقات الفيدرالي (FBI) فدوره هو في بعض الجرائم الكبيرة والمعقدة التي لا تستطيع الولايات مجابهتها أو القدرة على حلها، أو في القضايا المتعلقة بأكثر من ولاية كونها دائرة تابعة للحكومة الفيدرالية. ويعتبر عملاء مكتب التحقيقات الفيدرالي هم صفوة المحققين الأمريكين، حيث يتم اختيارهم بناء على أدائهم في ولاياتهم. وتعتبر فرقة التدخل السريع (SWAT) تابعة لمكتب التحقيقات الفيدرالي (FBI). حيث تعتبر فرقة التدخل السريع من أقوى الفرق الخاصة الداخلية في العالم من حيث التدريب والأداء ومن حيث الإمكانيات اللوجيستية المتوفرة. ويتم اختيار نخبة من أفراد فرقة التدخل السريع من كل ولاية ثم يتم إخضاعهم لـتدريبات قاسية، ثم يتم بعد ذلك اختيار نخبة النخبة، لذلك الفرق لا تحتوي على أعداد كثر من العناصر بسبب متطلبات الاختيار. يوجد في الولايات المتحدة 56 مكتب للتحقيقات الفيدرالي (FBI)، وجميع هذه المكاتب تمتلك فرق التدخل السريع (SWAT) كفرق خاصة بها وتتميز الفرق بملابسها الزيتية اللون.

## مهام فرق التدخل السريع
من مهام فرق التدخل السريع:
- عمليات احتجاز الرهائن الكبيرة - تحرير الرهائن - .
- مداهمة أوكار عصابات الجرائم المنظمة والمخدرات والسلاح - إذا كانت القضية فيدرالية -.
- مساعدة قوات الولايات في عمليات المداهمة والاقتحام المعقدة.
- مداهمة واعتقال الشخصيات الخطرة المطلوبة في الولايات المتحدة.

وغيرها الكثير.

## طالع
- قوة الرد السريع.
- درك.